# Psychotria nervosa
Psychotria nervosa är en måreväxtart som beskrevs av Olof Swartz. Psychotria nervosa ingår i släktet Psychotria och familjen måreväxter. Inga underarter finns listade i Catalogue of Life.